# Bertiera pubiflora
Bertiera pubiflora là một loài thực vật có hoa trong họ Thiến thảo. Loài này được (Steyerm.) L.Andersson & B.Ståhl mô tả khoa học đầu tiên năm 1999.